# Mini Metro (Computerspiel)
Mini Metro ist ein Computer-Strategiespiel mit Puzzle-Elementen des neuseeländischen Spieleentwicklers Dinosaur Polo Club. Der Spieler hat die Aufgabe ein U-Bahn-Netz aufzubauen, dabei müssen die Strecken und Bahnhöfe dem immer schneller werdenden Wachstum der Stadt angepasst werden. Das Spieldesign erinnert durch kräftige Farben und einfache geometrische Formen und Geraden an moderne Liniennetzpläne.
Das Spiel wurde schon im April 2013 in einer frühen Version als kostenloses Browsergame unter dem Titel „Mind the Gap“ veröffentlicht. Nach der Entwicklung des Spiels zur finalen Version wurde Mini Metro kommerziell am 6. November 2015 für Windows, OS X und Linux veröffentlicht. Eine Version für Mobilgeräte folgte am 18. Oktober 2016 für Android und iOS. Mit Mini Motorways erschien 2019 ein Nachfolger.

## Gameplay

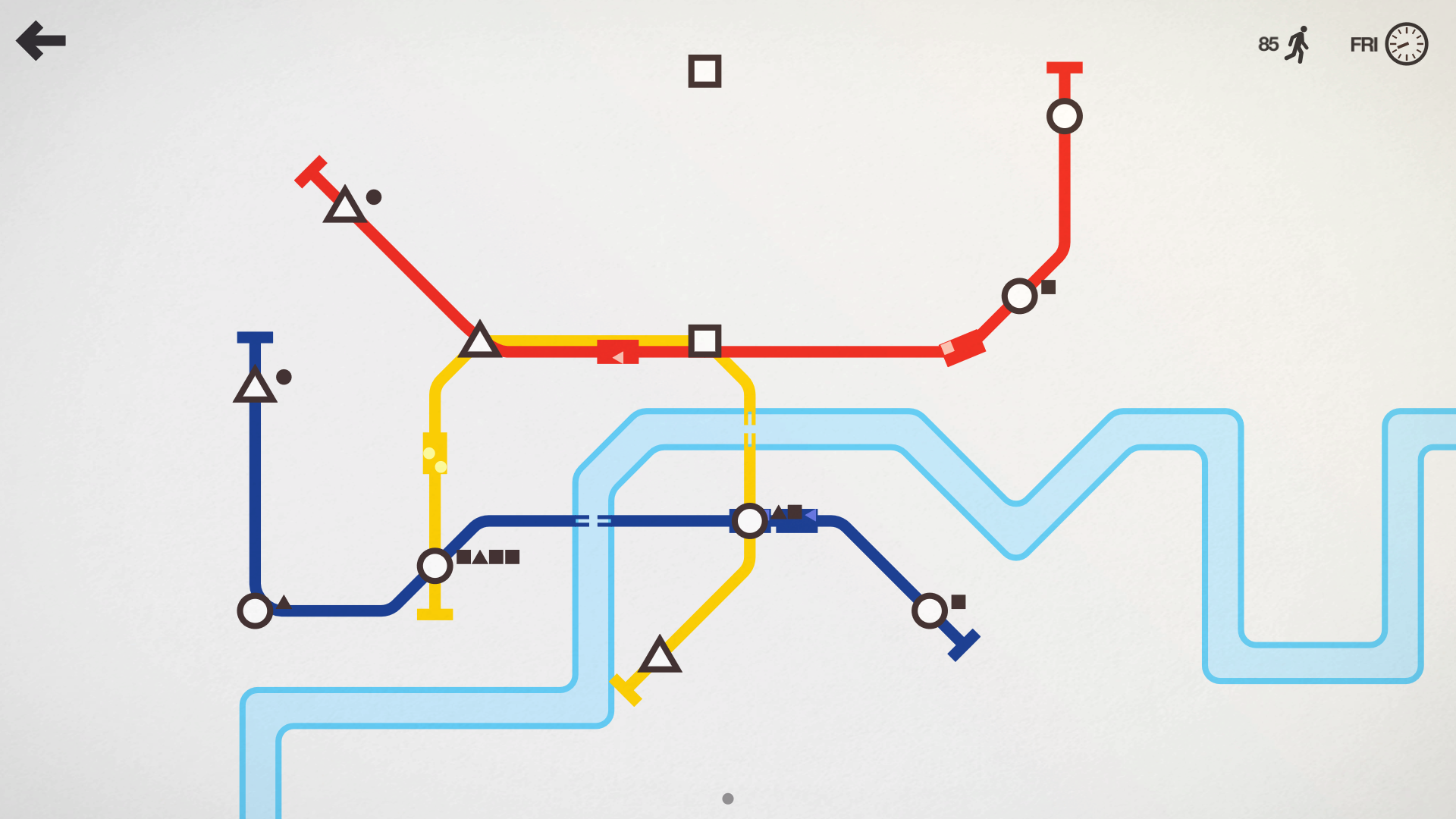
Screenshot aus Mini Metro

Der Spieler wird vor die Aufgabe gestellt, ein effizientes Nahverkehrsnetz für eine schnell wachsende Stadt aufzubauen. Die Level basieren auf echten Städten und das Erscheinen von Passagieren und neuen Stationen ist prozedural generiert. Jedes Level startet als schematische Karte einer Stadt mit drei Stationen. Stationen werden als einfache, unterschiedlich geformte Symbole dargestellt. Durch das Klicken auf eine Station kann der Spieler eine Linie zu einer anderen Station ziehen und somit eine Strecke zwischen beiden einrichten. Auf jeder neuen Linie startet, je nach Verfügbarkeit, automatisch ein Zug, der Passagiere transportiert. Die Passagiere werden durch dieselben Symbole wie die Stationen dargestellt und warten an Stationen, um zu einer Station ihres Symbols zu fahren. Das Liniennetz sollte also so gestaltet werden, dass die Passagiere mit möglichst wenig Wartezeit und Umsteigen ans Ziel kommen. Je nach Level kann der Spieler unterschiedlich viele Linien errichten, auch die Anzahl der Passagiere, Kapazität und Geschwindigkeit der Wagen ist unterschiedlich.
Zudem gibt es Flüsse, die durch Tunnel bzw. Brücken gequert werden müssen. Mit zunehmender Spielzeit wächst die Stadt immer schneller, neue Stationen entstehen zufällig bzw. verändern ihr Symbol, und mehr Passagiere wollen transportiert werden. Wenn im „normalen“ Spielmodus an einer Station über einen längeren Zeitraum zu viele Passagiere warten, wird sie überfüllt geschlossen und das Verkehrsnetz bricht zusammen, das Level wird beendet. Das Level kann dann im „Endlos“-Modus fortgesetzt werden, bei dem die Kapazitätsbeschränkung an Stationen aufgehoben wird. Es geht dann nur noch darum, die Passagiere möglichst effizient zu transportieren.
Um einem Verkehrskollaps entgegenzuwirken, bekommt der Spieler nach jeder Woche im Spiel, bzw. einigen Minuten in Echtzeit, zwei Erweiterungsmöglichkeiten. Erstens, einen weiteren Zug für mehr Kapazität, zweitens jeweils eine neue Linie, einen weiteren Waggon, eine Brücke oder Tunnel, oder einen Umsteigebahnhof. Zudem kann das Spiel in den beiden genannten Spielmodi immer pausiert werden sowie ganze Linienführungen können verändert werden. Im „Extrem“-Modus können bestehende Linienführungen nicht mehr verändert werden, die Linien können nur noch an den Endstationen erweitert werden.
Im neuen „Kreativ“-Modus kann der Spieler erstmals die Karte selbst bearbeiten, zum Beispiel Stationen platzieren, verändern oder löschen, und somit ein eigenes U-Bahn-Netz aufbauen. Auch gibt es eine unbegrenzte Anzahl an Lokomotiven, Waggons und Umsteigebahnhöfen. Zudem sind alle zur Auswahl stehenden Linien von Beginn an verfügbar.

## Entwicklung und Veröffentlichung
Mini Metro wurde von Dinosaur Polo Club entwickelt, einem Independent-Spieleentwickler aus Neuseeland, bestehend aus den Brüdern Peter und Robert Curry. Es ist das erste Spiel des 2013 gegründeten Studios.
Die Entwicklung von Mini Metro begann im April 2013 unter dem Titel Mind the Gap. Robert Curry bekam die Idee zu dem Spiel nach einem Besuch in London, bei dem er mit der London Underground fuhr.
Das Spiel wurde mit der Spiel-Engine Unity entwickelt.
Für Design, Ton und Musik holten sich die Brüder Hilfe. Jamie Churchman, ein ehemaliger Kollege, half beim Spieldesign aus. Für den Ton und die Musik konnte der amerikanische Komponist Disasterpeace gewonnen werden. Er entwickelte ein prozedurales Tonsystem, das Töne je nach Spielgeschehen und Verhalten des Spielers generiert. Jedes Level bekam eine entsprechende Auswahl an Rhythmen und Tönen, deren harmonische Struktur sich basierend auf der Größe und Form des U-Bahnsystems, verändert. Die Klänge wurden durch Minimal Music inspiriert.
Im September 2013 wurde die erste spielbare Alpha-Version von Mini Metro, unter anderem auf Steam Greenlight, veröffentlicht. Nach diversen Problemen mit der Spielbalance und der Grafik wurde das Spiel im August 2014 als noch in Entwicklung befindliche Version kommerziell im Steam Early Access veröffentlicht. Durch Vorschläge der Community konnte das Spiel noch weiter verbessert werden.
Am 6. November 2015 wurde Mini Metro aus dem Early Access vollständig kommerziell für Windows, macOS und Linux veröffentlicht. Für die digitale Veröffentlichung arbeitete Dinosaur Polo Club mit Playism und Plug In Digital zusammen. Auf der Internet-Vertriebsplattform Steam ist das Spiel seitdem zum Download erhältlich. Koch Media ist für den Vertrieb im Einzelhandel in Europa verantwortlich. Eine Version für Android (veröffentlicht durch Playdigious) und für iOS wurde am 18. Oktober 2016 veröffentlicht. Eine Portierung für die Nintendo Switch wurde am 30. August 2018 veröffentlicht.
Am 20. November 2018 wurde der neue „Kreativ“-Modus veröffentlicht.
Seit dem 10. September 2019 ist Mini Metro über den PlayStation Store auch für die Playstation 4 verfügbar.

## Rezeption

### Rezensionen
Von der Fachpresse erhielt das Spiel vor allem positive Wertungen. Auf Metacritic erzielte die PC-Version des Spiels einen Metascore von 77/100 Punkten. Die iOS-Version erreichte einen Metascore von 89 Punkten, die Switch-Version kam auf 86 Punkte.
Mini Metro wurde als ästhetisch ansprechend und entspannend beschrieben, auch wenn der Spieler mit zunehmender Zeit unter Druck gerät. Zudem wurden die Musik und die Tonkulisse gelobt. Auch die grafischen Animationen und das passende Design wurden positiv aufgenommen. Das Spiel sei auch ein gutes Beispiel, wie man ein Spiel im Early Access veröffentlichen könnte.

### Auszeichnungen (Auswahl)
Nach Angaben von Steam erhielt Mini Metro für Mac „Spiel des Jahres“-Auszeichnungen in 30 Ländern.
- BAFTA Games Awards 2016: Nominiert für „Bestes Debut Game“
- IGF 2016: Nominiert für „Seumas McNally Grand Prize“, „Technische Perfektion“, „Innovative Grafik“; Ausgezeichnet für „Innovativer Sound“
- GDCA 2016: Nominiert für „Best Debut“
- Penny Arcade Expo: PAX East 2015 Alumni, PAX Prime 2015 Alumni
- IndieCade 2014: Finalist